# Косса, Михаил Ильич
Михаил Ильич Косса (1921—1950) — лётчик-ас, майор Советской Армии, участник Великой Отечественной войны, Герой Советского Союза (1946), репрессирован, реабилитирован посмертно.

## Биография
Михаил Косса родился 20 октября 1921 года в селе Малокатериновка (ныне — посёлок в Запорожском районе Запорожской области Украины) в семье крестьянина. Окончил семь классов школы в родном селе, после чего работал ретушёром в фотоателье, одновременно учился сначала в Запорожском аэроклубе, позднее в Днепропетровском. В 1940 году Косса был призван на службу в Рабоче-крестьянскую Красную Армию. В 1941 году он окончил Качинскую военно-авиационную школу пилотов. С мая 1942 года — на фронтах Великой Отечественной войны. Летал на самолётах «И-16», «И-153», «Як-1». 2 августа 1942 года был сбит над вражеской территорией, проживал в одном из сёл Украины под видом мужа одной из местных жительниц, дважды арестовывался полицией, но оба раза был отпущен. После освобождения вернулся на фронт.
К весне 1944 года гвардии старший лейтенант Михаил Косса был заместителем командира эскадрильи 42-го гвардейского истребительного авиаполка 269-й истребительной авиадивизии 4-й воздушной армии 2-го Белорусского фронта. К тому времени он совершил 324 боевых вылета, принял участие в 94 воздушных боях, в которых сбил 14 самолётов. Был представлен к званию Героя Советского Союза. Пока документы ходили по инстанциям, он успел принять участие в боях по ликвидации вражеской группировки в районе Гдыня-Данциг, форсировании Одера. Последний свой самолёт сбил 1 мая 1945 года. К концу войны он совершил 377 боевых вылетов, принял участие в 113 воздушных боях, сбив 15 самолётов лично и 4 — в группе, ещё 4 повредил. Принимал участие в Параде Победы.
Указом Президиума Верховного Совета СССР от 15 мая 1946 года за «образцовое выполнение боевых заданий командования на фронте борьбы с немецкими захватчиками и проявленные при этом мужество и героизм» гвардии старший лейтенант Михаил Косса был удостоен звания Героя Советского Союза с вручением ордена Ленина и медали «Золотая Звезда» за номером 8100.
В 1949 году Косса окончил Краснодарскую высшую офицерскую школу штурманов ВВС с присвоением соответствующей квалификации. В мае 1949 года, вместо дальнейшей службы в авиационных частях, он был уволен из рядов Вооружённых Сил в запас и назначен командиром авиазвена учебного центра ДОСААФ, располагавшегося в селе Ротмистровка Киевской области Украинской ССР. 24 сентября 1949 года, в субботу, он поругавшись с женой (Анастасией Савельевной Косса), которой сказал: «Ну, запомни сегодняшнее число», — выпил вина, поцеловал дочь, уехал на аэродром и поднял в воздух самолёт «Як-9Т», принадлежавший центру, и направился в сторону Государственной границы СССР. Когда в баках закончилось топливо, он совершил посадку на румынском аэродроме Сучава, был арестован и выдан Советскому Союзу. Позже, 11 декабря 1949 года жена написала в письме Сталину: «Муж явился на аэродром сильно пьян и расстроен».
26 сентября 1949 года Коссе было предъявлено обвинение в измене Родине. В ходе следствия он признал свою вину, однако в суде отказался от показаний, ссылаясь на применение к нему мер физического воздействия (пыток) и заявив, что границу он пересёк в состоянии алкогольного опьянения (что было подтверждёно результатами медицинской экспертизы), а на румынский аэродром сел, чтобы попросить заправить его самолёт для немедленного возвращения в свою часть. Государственный обвинитель потребовал для Коссы 25 лет исправительно-трудовых лагерей с конфискацией имущества, однако Военная коллегия Верховного Суда СССР 20 апреля 1950 года приговорила бывшего майора Михаила Коссу к высшей мере наказания. Приговор обжалованию не подлежал и был приведён в исполнение в тот же день. Тело было захоронено на территории Донского кладбища Москвы.
Указом Президиума Верховного Совета СССР от 7 февраля 1951 года Косса посмертно был лишён всех званий и наград.
Пленум Верховного Суда СССР от 1 июня 1966 года отменил приговор своим постановлением и прекратил дело за отсутствием в действиях Коссы состава преступления, указав при этом, что «нарушение правил полётов, выразившееся в самовольном поднятии в воздух на учебном самолёте, Косса совершил в нетрезвом состоянии в результате недисциплинированности».
Восстановлен в звании Героя Советского Союза.
Был также награждён тремя орденами Красного Знамени (14.10.1942, 05.04.1943, 15.04.1944), орденами Отечественной войны 1-й (01.07.1943) и 2-й (08.06.1945) степеней, а также рядом медалей.